# Guy Ritchie's The Covenant
Guy Ritchie's The Covenant (o simplemente The Covenant) es una película de suspenso y acción estadounidense de 2023 coescrita, producida y dirigida por Guy Ritchie. La película está protagonizada por Jake Gyllenhaal y Dar Salim. Su trama sigue a un ex sargento del ejército estadounidense y veterano de la guerra de Afganistán, John Kinley, que regresa al país para rescatar al intérprete que una vez salvó su vida de los talibanes.
Guy Ritchie's The Covenant fue estrenada en cines en los Estados Unidos el 21 de abril de 2023 por Metro-Goldwyn-Mayer. La película recibió reseñas generalmente positivas de los críticos.

## Argumento
El texto de apertura menciona: en octubre de 2001, tras los atentados del 11 de septiembre, se desplegaron tropas estadounidenses en Afganistán. Inicialmente, sólo se asignaron 1.300 soldados, pero en diciembre de 2011, la cifra había aumentado a 98.000. Se emplearon 50.000 afganos como intérpretes en virtud del acuerdo de que serían elegibles para obtener visas especiales de inmigración y reubicarse en Estados Unidos. Los intérpretes son considerados traidores por los lugareños y los talibanes por colaborar con el enemigo.
En marzo de 2018, en medio de la Guerra en Afganistán, el Sargento mayor de las Fuerzas especiales del Ejército de Estados Unidos John Kinley y su unidad son emboscados por un ataque con camión bomba orquestado por los talibán durante una inspección de vehículo de rutina en Lashkargah, que se cobra la vida de su intérprete. Al necesitar un reemplazo, le presentan a Ahmed Abdullah, un intérprete firme pero desagradable, que afirma que realiza el trabajo sólo por dinero. Durante una misión de captura encubierta, Kinley se entera de que Ahmed estuvo anteriormente afiliado a los talibanes a través del comercio de opio, pero había desertado cuando la organización asesinó a su hijo. Ahmed luego salva al equipo de Kinley de ser emboscado por una unidad talibán ayudada por un soldado de las Fuerzas Armadas Afganas comprometido, ganándose el respeto de Kinley.
Durante otra incursión para buscar un posible escondite de armas insurgentes a unos 100 kilómetros (62 millas) al norte de la base aérea de Bagram, la unidad de Kinley es atacada por refuerzos talibanes, que matan a todos menos a él y Ahmed. El dúo logra escapar a pie, matando a varios combatientes talibanes en el proceso. Mientras intentaban regresar a la base aérea navegando a través del terreno montañoso afgano, una vez más son emboscados por los insurgentes, que logran herir a Kinley, antes de golpearlo con la culata de un rifle, incapacitándolo. Ahmed logra matar a los talibanes y decide llevar a Kinley de regreso a la base aérea. Al recibir ayuda de algunos afganos comprensivos, Ahmed evade a los talibanes que los persiguen y lleva a Kinley por la traicionera topografía montañosa del país. Varios días después, Ahmed y Kinley están cerca de Bagram pero son atacados por combatientes talibanes; Ahmed mata a los combatientes pero poco después es detenido por las tropas estadounidenses.
Siete semanas después, Kinley, después de haber sido repatriado a su casa en Santa Clarita, California, desconoce por completo cómo fue salvado, pero comprende el papel de Ahmed en ello. Al enterarse de que Ahmed y su familia se vieron obligados a mudarse a la clandestinidad debido a que la escapada del dúo se había convertido en folklore local, Kinley intenta conseguirles visas estadounidenses durante más de un mes, pero en vano. Atormentado emocionalmente y casi sin dormir por su incapacidad para pagar su deuda hacia Ahmed, Kinley finalmente decide salvarlo él mismo, consiguiendo la ayuda de su superior, el Teniente Coronel Vokes, para conseguir las visas.
Al regresar a Afganistán bajo el alias de Ron Kay, Kinley se reúne con Parker, un contratista militar privado, quien promete brindarle apoyo con la condición de que el primero localice a Ahmed primero. Kinley conoce al hermano de Ahmed, Ali, un proveedor talibán que logra pasar a Kinley de contrabando a través de su territorio. En el proceso, mata a dos insurgentes después de casi ser atrapado en un puesto de control en la carretera, lo que alerta a los talibanes. Vokes le informa a Kinley que las visas han sido procesadas y están con Parker. Finalmente, al llegar al escondite de Ahmed, Kinley lo persuade a él y a su familia para que lo acompañen a los Estados Unidos. Mientras tanto, Parker deduce la verdadera identidad de Kinley. Al darse cuenta de que el dúo está en peligro debido a su valor para los talibanes, organiza una cañonera AC-130 y un helicóptero de ataque Apache para proporcionar apoyo por aire. Al mismo tiempo, los talibanes organizan un ataque contra Kinley, quien logra escapar con la familia de Ahmed a la cercana presa Darunta.
Acorralados por las unidades talibanes que se acercan, el dúo se involucra en un prolongado tiroteo, que termina cuando se quedan sin municiones. Sin embargo, el helicóptero AC-130 y Apache llegan y acaban con los atacantes. Parker llega desde el otro extremo de la presa con una columna de socorro de técnicos técnicos (vehículo) anti-talibán. Le dice a Kinley que habría apoyado su misión de forma gratuita si hubiera sabido de antemano que era él. Escoltado de regreso a Bagram, el grupo aborda un Airbus A400M que sale de Afganistán.
El título final de la película afirma que a raíz de la Recaptura de Afganistán por parte de los talibanes, más de 300 intérpretes afganos afiliados al ejército estadounidense fueron asesinados por la organización, y miles más todavía se esconden.

## Reparto
- Jake Gyllenhaal como el sargento John Kinley
- Dar Salim como Ahmed
- Sean Sagar como Charlie Crow
- Jason Wong como Joshua Jung
- Rhys Yates como Tom 'Tom Cat' Hancock
- Christian Ochoa como Eduardo Lopez
- Bobby Schofield como Steve Kersher
- Emily Beecham como Caroline Kinley
- Jonny Lee Miller como el coronel Vokes
- Alexander Ludwig como el sargento Declan O'Brady
- Reza Diako como Haadee
- James Nelson-Joyce como Jack 'Jack Jack' Jackson
- Antony Starr como Eddie Parker
- Fariba Sheikhan como Basira

## Producción
En octubre de 2021 se anunció que Jake Gyllenhaal había sido elegido para protagonizar una película sin título, dirigida por Guy Ritchie y coescrita con Ivan Atkinson y Marn Davies. En enero de 2022, Metro-Goldwyn-Mayer compró los derechos de distribución en EE. UU. de la película, que se había titulado The Interpreter, y planeaba distribuirla a través de su empresa conjunta United Artists Releasing (que Amazon incorporó a MGM en 2023), mientras que STXfilms cofinanció la película y manejó las ventas internacionales, Amazon Prime Video adquirió algunos derechos de distribución internacional, así como derechos de transmisión posterior al cine en los Estados Unidos.
El rodaje comenzó en febrero de 2022 en Alicante, España, con Dar Salim, Alexander Ludwig, Antony Starr, Jason Wong, Bobby Schofield, Sean Sagar, Christian Ochoa y Emily Beecham añadidos al reparto. En diciembre de 2022, Ritchie reveló que el título había sido cambiado de The Interpreter a The Covenant.

## Estreno
La película fue estrenada en los Estados Unidos el 21 de abril de 2023 por Metro-Goldwyn-Mayer, e internacionalmente por Amazon Prime Video.

## Recepción
Guy Ritchie’s The Covenant recibió reseñas generalmente positivas de parte de la crítica y de la audiencia. En el sitio web especializado Rotten Tomatoes, la película posee una aprobación de 83%, basada en 118 reseñas, con una calificación de 6.8/10 y un consenso crítico que dice "Un thriller de guerra satisfactorio y bien actuado con sorprendentes profundidades dramáticas, Guy Ritchie's The Covenant cuenta una historia sólida con una moderación impresionante." De parte de la audiencia tiene una aprobación de 94%, basada en más de 5000 votos, con una calificación de 4.6/5.
El sitio web Metacritic le dio a la película una puntuación de 63 de 100, basada en 28 reseñas, indicando "reseñas generalmente favorables". Las audiencias encuestadas por CinemaScore le otorgaron a la película una "A" en una escala de A+ a F, mientras que en el sitio IMDb los usuarios le asignaron una calificación de 7.5/10, sobre la base de más de 140 000 votos. En la página web FilmAffinity la película tiene una calificación de 6.7/10, basada en 8827 votos.